# Republica Crimeea

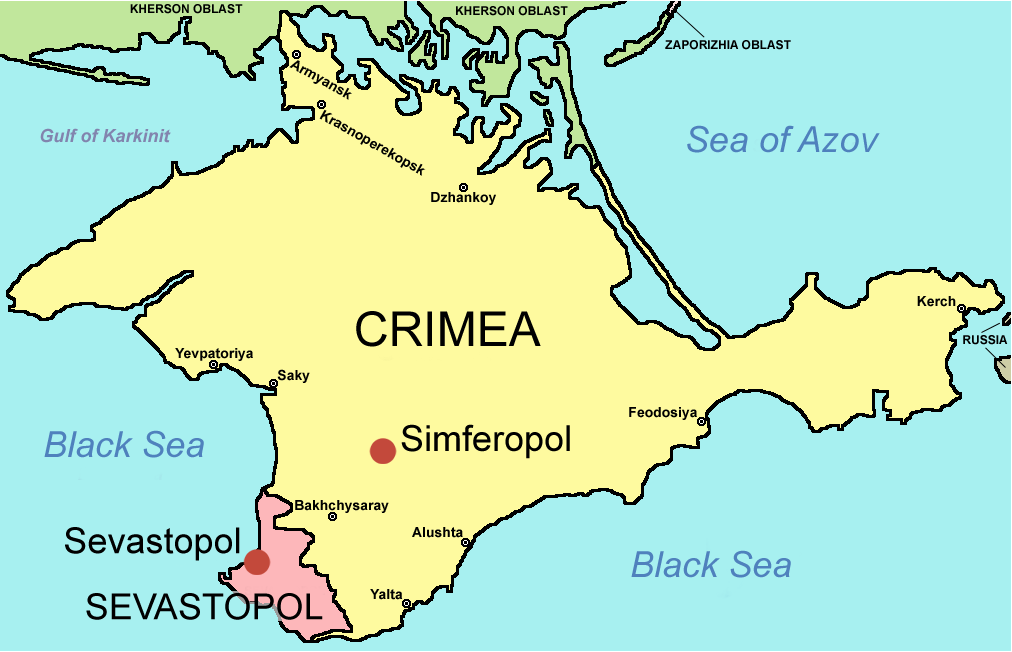

Republica Crimeea (în limbile rusă Республика Крым, tătară crimeeană Qırım Cumhuriyeti, ucraineană  Республіка Крим) este un subiect federal proclamat al Rusiei (o republică), o peninsulă semi enclavă care ocupă peninsula omonimă.
Regiunea a fost cunoscută anterior ca Republica Autonomă Crimeea până la reîntregirea cu orașul Sevastopol. Aceste două regiuni mai târziu și-au declarat independența față de Ucraina. După care această entitate a solicitat aderarea la Rusia, ultima le-a inclus separat, teritorial subiectele: fosta Republică Autonomă Crimeea și orașul Sevastopol. Aderarea/anexarea a fost ratificată de către președintele rus Vladimir Putin prin semnarea Tratatului de accedere la 21 martie 2014 .